# New Breed
New Breed — пятый студийный альбом американской певицы и автора песен Доун Ричард, вышедший 25 января 2019 года на Local Action Records.

## Отзывы
| Совокупная оценка | Совокупная оценка |
| Источник          | Оценка            |
| ----------------- | ----------------- |
| AnyDecentMusic?   | 7.7/10            |
| Metacritic        | 81/100            |
| Оценки критиков   |                   |
| Источник          | Оценка            |
| AllMusic          | [ 5 ]             |
| Exclaim!          | 8/10              |
| Pitchfork         | 7/10              |
| PopMatters        | 8/10              |

Альбом получил положительные отзывы музыкальной критики и интернет-изданий. Он получил 81 из 100 баллов на интернет-агрегаторе Metacritic. Сайт AnyDecentMusic? дал ему 7.7 из 10.

## Список композиций
По данным:
Слова и музыка всех песен — Dawn Richard, кроме обозначенных.
| №                   | Название                      | Автор(ы)                 | Продюсеры                         | Длительность |
| ------------------- | ----------------------------- | ------------------------ | --------------------------------- | ------------ |
| 1.                  | «The Nine (Intro)»            | Dawn Richard Josh Record | Dawn Richard Derek Bergheimer     | 1:24         |
| 2.                  | «New Breed»                   |                          | Richard Bergheimer                | 3:34         |
| 3.                  | «Spaces»                      |                          | Richard Bergheimer                | 3:09         |
| 4.                  | «Dreams and Converse»         |                          | Richard Bergheimer Young & Sick   | 3:17         |
| 5.                  | «Shades»                      |                          | Richard Bergheimer Kaveh Rastegar | 3:41         |
| 6.                  | «Jealousy»                    |                          | Cole M.G.N.                       | 3:40         |
| 7.                  | «Sauce»                       |                          | Cole M.G.N. Hudson Mohawke        | 3:20         |
| 8.                  | «Vultures / wolves»           |                          | Richard Bergheimer                | 5:42         |
| 9.                  | «We, Diamonds»                | Richard Jin Jin          | PRGRSHN                           | 3:27         |
| 10.                 | «Ketchup and Po'boys (Outro)» |                          | Richard Bergheimer                | 1:14         |
| Общая длительность: | Общая длительность:           | Общая длительность:      | Общая длительность:               | 32:28        |